# Honey Grove (Texas)
Honey Grove ist eine Stadt mit dem Status City im Fannin County im US-Bundesstaat Texas mit 1674 Einwohnern (2013).

## Geografie
Honey Grove wird im Norden vom U.S. Highway 82 tangiert und liegt 35 Kilometer westlich der texanischen Stadt Paris und 130 Kilometer nordöstlich der Großstadt Dallas.

## Geschichte
Einer Legende zufolge erkundete Davy Crockett die Gegend im Jahr 1836 und berichtete von „mit Honig (honey) gefüllten Baumgruppen (grove)“. Daraufhin ließen sich erste Siedler an dem Ort nieder und nannten ihn Honey Grove. Auch der Stadtspitzname The Sweetest Town in Texas (Die süßeste Stadt in Texas) bezieht sich auf die Honiggewinnung. Die offizielle Gründung erfolgte im Jahr 1873.
Mit dem Anbau von Baumwolle wuchs die Einwohnerzahl. Als zu Beginn des 20. Jahrhunderts aufgrund des Befalls durch den Baumwollkapselkäfer (Anthonomus grandis) ein Großteil der Ernten vernichtet wurde, stellten die meisten Betriebe den Baumwollanbau wieder ein und die Einwohnerzahl sank.
In Honey Grove befindet sich das Thomas and Katherine Trout House, das in der Liste der Einträge im National Register of Historic Places im Fannin County (Texas) verzeichnet ist. Die Bertha Voyer Memorial Library wurde 1962 eröffnet.

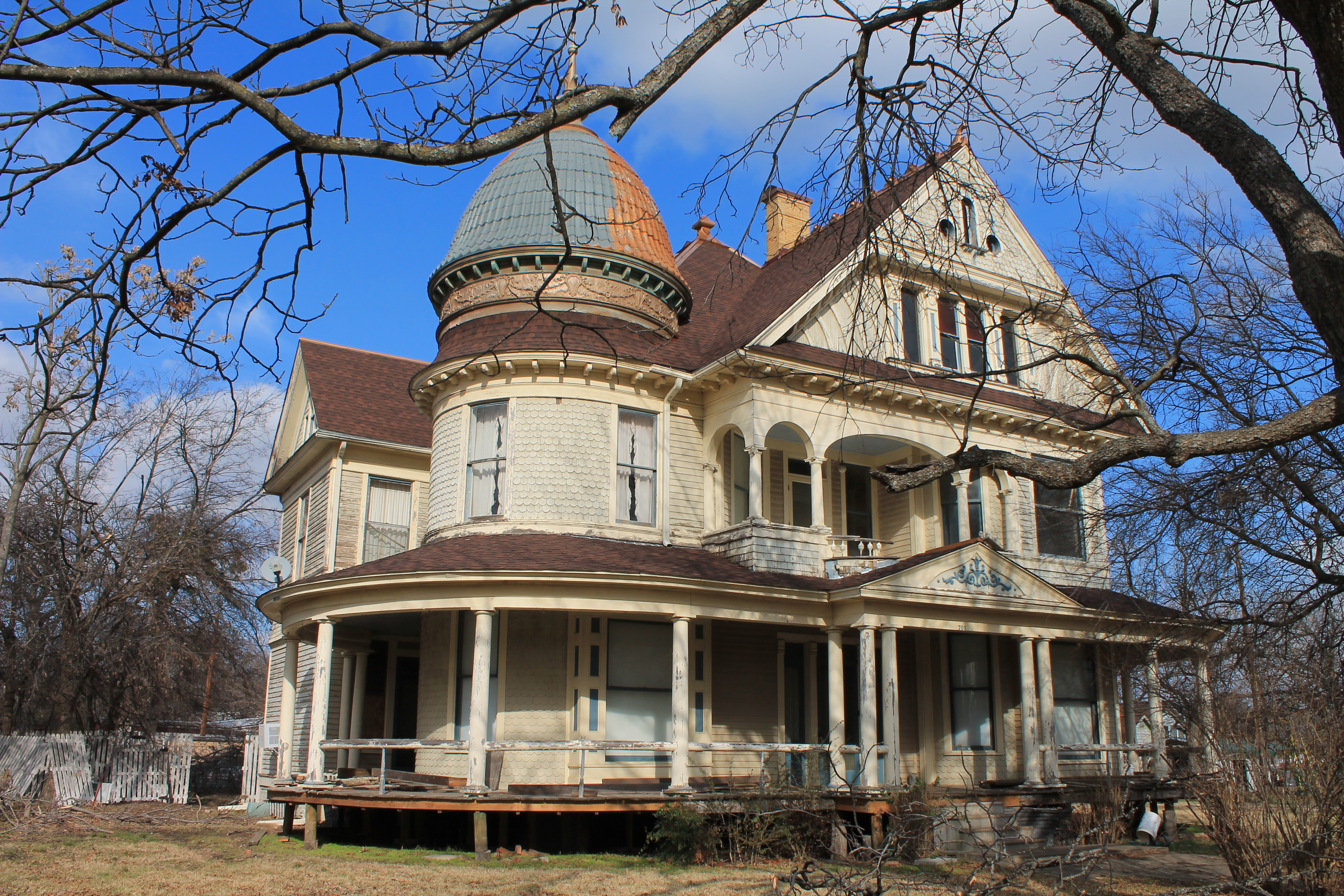
Thomas and Katherine Trout House
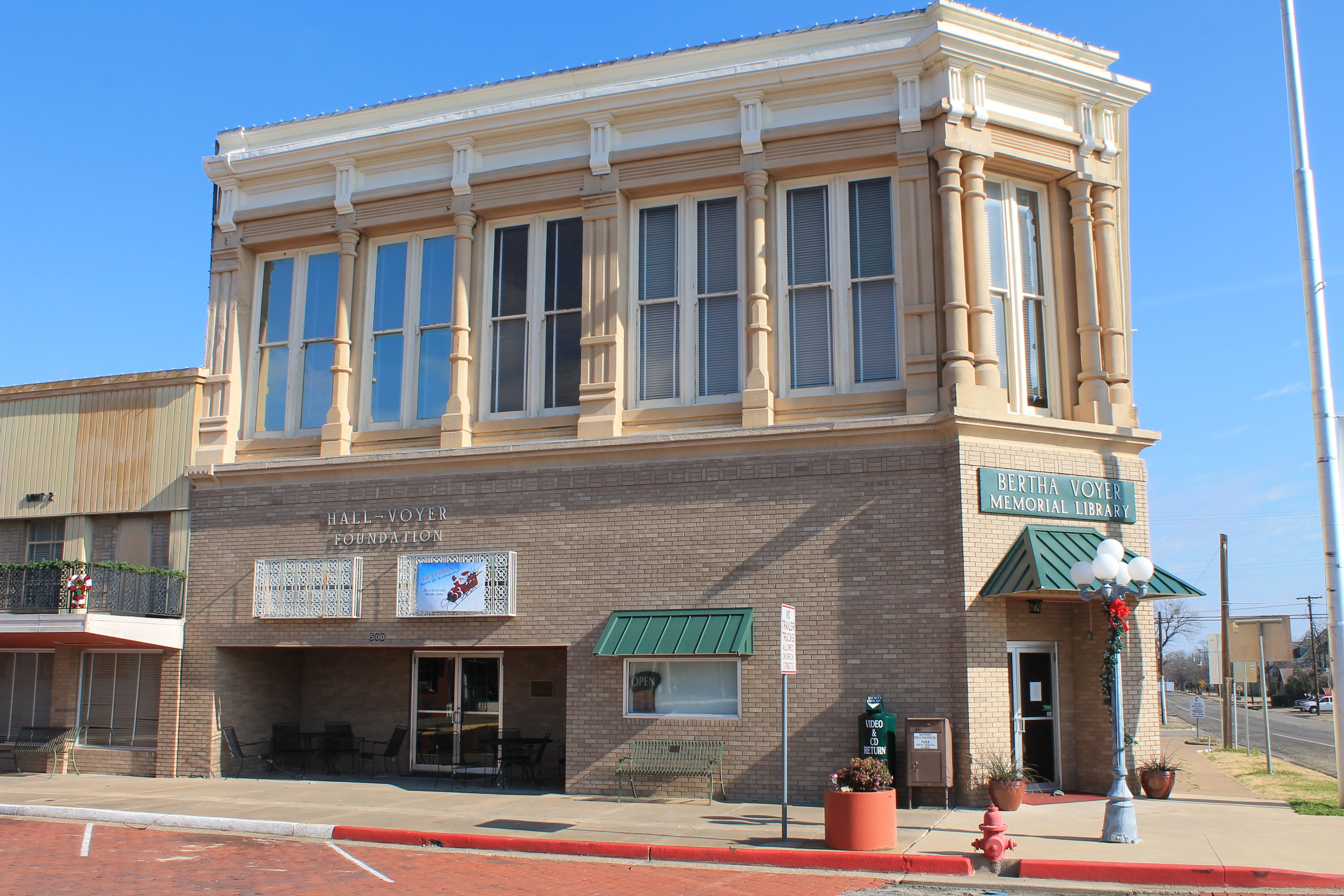
Bertha Voyer Memorial Library

## Demografische Daten
Im Jahr 2013 wurde eine Einwohnerzahl von 1674 Personen ermittelt, was einer Abnahme um 4,1 % gegenüber 2000 entspricht. Das Durchschnittsalter lag 2013 mit 36,7 Jahren leicht oberhalb des Wertes von Texas, der 34,0 Jahre betrug. 10,0 % der heutigen Bewohner gehen auf Einwanderer aus Irland zurück.

## Söhne und Töchter der Stadt
- Bill Erwin, Schauspieler
- Sammy Price, Jazz-Pianist